# 尾叶樟
尾叶樟（学名：Cinnamomum caudiferum）是樟科樟属的植物，是中国的特有植物。分布于中国大陆的云南、贵州等地，生长于海拔800米至1,500米的地区，多生在山谷林中及路旁阳处，目前尚未由人工引种栽培。